# 三硫化四リン
三硫化四リン（さんりゅうかよんりん、Phosphorus sesquisulfide）は、化学式 P4S3 の無機化合物である。この化合物はG. Lemoineによって発見され、1898年に初めてオルブライト・アンド・ウィルソン社（Albright and Wilson）から完全な商業生産が行われた。

## 性質
純度によって黄緑色から灰色に変化する。硫黄を多く含む化合物を多く溶かす二硫化炭素には、それと同重量溶ける。
この二環式複素環式化合物はC3v対称を持つ。三硫化四リンはリン分子（P4）の3つのP-P結合の間に硫黄分子が挿入された構造をしており、P-SとP-P間の距離はそれぞれ2.090Åと2.235Åである。

## 利用
三硫化四リンは五酸化二リンの合成中間体である。
三硫化四リンと塩素酸カリウムを重量比1:2で混合し、それを軸木の頭部につけたものがどこに擦りつけても発火する硫化リンマッチである。